# Aspitates clausa
Aspitates clausa är en fjärilsart som beskrevs av Barend J. Lempke 1952. Aspitates clausa ingår i släktet Aspitates och familjen mätare. Inga underarter finns listade i Catalogue of Life.